# Тано (праздник)

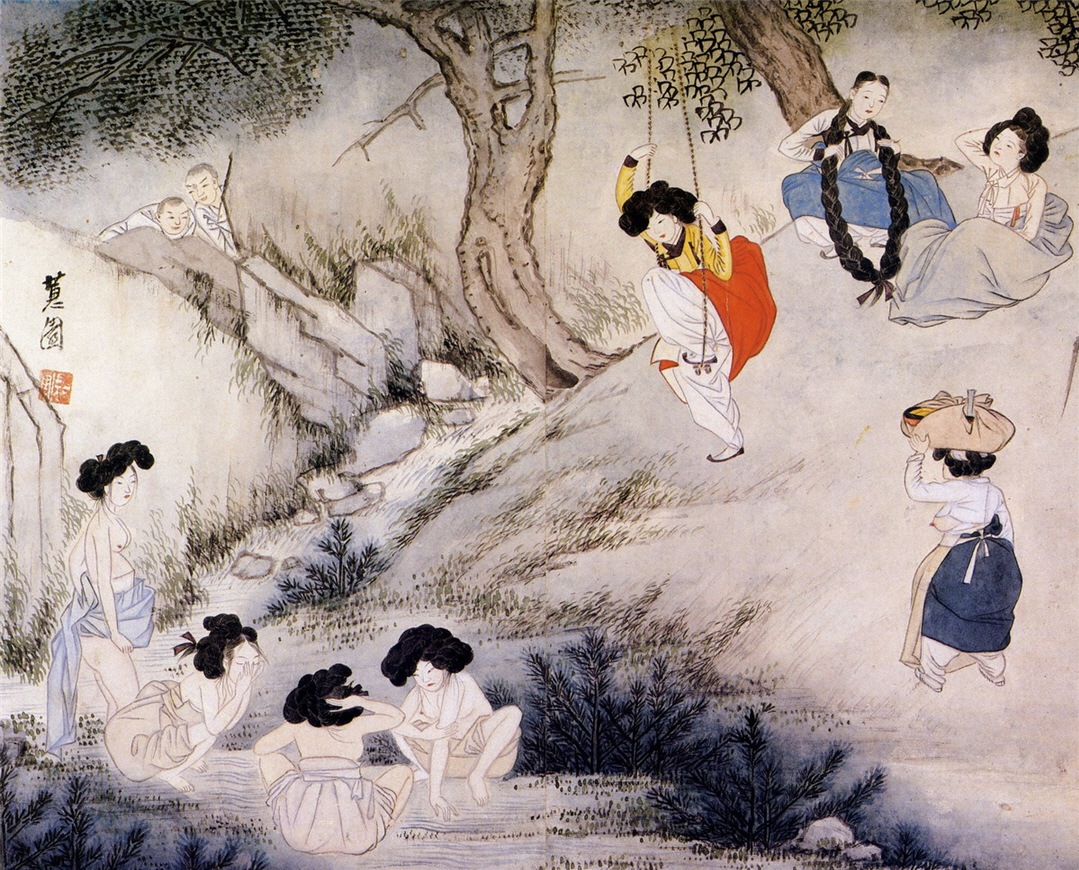
Соревнования на качелях среди девушек в день тано. Картина Син Юн Бока.

Тано или Сури Нал (кор. 단오, 수릿날) — традиционный корейский праздник, который отмечается 5 числа пятого месяца по лунному календарю.
Официальный выходной в КНДР, один из основных традиционных праздников Южной Кореи. Во время этого праздника в Южной Корее проводится ряд фестивалей, одним из которых является Каннынский фестиваль. Праздник тано включён ЮНЕСКО в список шедевров устного и нематериального наследия человечества.

## Общие сведения
Праздник отмечается в Корее с давних пор. Так, праздник Тано в эпоху трёх царств отмечался как праздник благодарения богов за хороший урожай.
Название «Тано» означает пятое число пятого лунного месяца года. Из древних источников следует, что древние корейцы в начале пятого лунного месяца, закончив сев, собирались вместе и устраивали веселье с песнями и танцами. В этот день было принято дарить друг другу веера. Главным развлечением для девушек были соревнования на качелях. Качели подвешивали к большой иве. Победительницы получали в награду бронзовую или латунную посуду. Юноши соревновались в национальной борьбе ссиры́м. Сильнейшему борцу в качестве награды вручали быка. Одной из главных традиций в этот день является омовение головы в тростниковой воде с заваренным камышовыми листьями и аиром.
В этот праздник корейцы готовят традиционные кушанья: например, хлебцы из риса с молотым суричи (кор. 수리취, сростнохвостник дельтовидный, Synurus deltoides) в форме колеса телеги, поэтому этот праздник ещё называют Днём сури.
В прошлом праздник Тано был одним из самых популярных, однако в наше время его отмечают уже не так широко.